# Iwan Dijksteel
Edgar Iwan Dijksteel (nacido en Surinam, alrededor del año 1952) es un exmilitar de Surinam y uno de los sospechosos de haber perpetrado los Asesinatos de diciembre. Fue jefe de seguridad militar y responsable de la seguridad de Desi Bouterse. De acuerdo con las declaraciones del dirigente sindical Fred Derby, fue uno de los cuatro soldados que tomó la iniciativa de los asesinatos.
El miércoles 7 de noviembre de 2007, el Ministerio Público inició la citación a los sospechosos de los asesinatos de diciembre. La lista con los 25 sospechosos fue anunciada e incluía a Edgar Iwan Dijksteel.